# Bomlitz
Bomlitz é um município da Alemanha localizado no distrito de Heidekreis, estado da Baixa Saxônia.